# Fidan Dogan
Fidan Doğan (17 de enero de 1982 – 9 de enero de 2013) fue una activista kurda que trabajaba en el Centro de Información de Kurdistán en París, y quien representaba en Francia al [[Congreso Nacional de Kurdistán]], con sede en Bruselas.

## Biografía
Nacida en Elbistan en la región sur de Turquía, Doğan se mudó a Francia cuando era joven.Creció en Estrasburgo, donde completó sus estudios universitarios. Ella era parte del Centro de Información sobre Kurdistán, considerado por el canal de televisión France Info como el enlace con el Partido de los Trabajadores de Kurdistán (PKK).También estaba vinculada con el Congreso Nacional de Kurdistán.En 2012 ella fue portavoz de la huelga de hambre que demandaba la liberación de Abdullah Öcalan, fundador del PKK y preso en la cácel de Imrali desde 1999.

## Asesinato
Fue asesinada en París el 9 de enero de 2013, junto con Sakine Cansız and [[Leyla Şöylemez]].El 17 de enero en Diyarbakır, decenas de miles de personas del pueblo kurdo recordaron a las tres mujeres en una ceremonia.
Fidan Doğan fue enterrada en el pueblo de su familia en el distrito de Elbistan, provincia de Kahramanmaraş, Turquía. Al funeral, conducido por un dede Aleví, asistieron alrededor de 5,000 personas. El cajón fue envuelto en una bandera del PKK mientras que las personas asistentes llevaron pañuelos blancos para simbolizar la paz. Entre ellas se encontraban Gülten Kışanak,copresidenta del Partido por la Democracia y la Paz en ese momento, así como las diputadas Nursel Aydoğan, Ayla Akat Ata, el diputado Hasip Kaplan, y el alcalde de Diyarbakır Osman Baydemir. En su discurso durante el funeral, Kışanak declaró; "Prometemos a todas las mujeres kurdas, y a estas tres mujeres: traeremos la paz y la libertad a esta tierra”.

## Consecuencias
Los tributos realizados después de su muerte revelaron que ella era reconocida en círculos políticos. El presidente del Parlamento Europeo, Martin Schulz, recibió a su familia para darle el pésame personalmente. El relator para Turquía de la Asamblea Parlamentaria del Consejo de Europa, Josette Durrieu, también le rindió homenaje elogiándola.
La declaración de François Hollande de que conocía a una de las tres mujeres asesinadas en París (que provocó una fuerte reacción por parte del primer ministro turco Recep Tayyip Erdoğan), suscitó la especulación de que Doğan estaba en contacto regular con el presidente francés.
Luego de su muerte, se especuló bastante que el asesinato de las tres mujeres fue un intento de frustrar el incipiente proceso de paz entre las autoridades turcas y Abdullah Öcalan.